# 中川准教授の淫びな日々
中川准教授の淫びな日々（なかがわじゅんきょうじゅのいんびなひび）は、日本で製作されたピンク映画作品である。R-18指定作品。かつてやり逃げした女の娘に復讐される大学准教授と一家の顛末を描く。主演は今岡信治『かえるのうた』（国映・新東宝）、佐藤吏『奴隷（原題：つまらないあたしのどうでもいい日々）』（新東宝）などに出演している平沢里菜子。監督はピンク四天王の一人・瀬々敬久の自主映画時代の仲間であり、近年はエクセスで個性的な作品を発表している職人派である。

## キャスト
- 平沢里菜子 - 望月奈々
- 那波隆史 - 中川四郎
- 藍山みなみ - 中川恵美
- 伊庭圭介 - 与田種彦
- 酒井あずさ - 中川瑤子
- 世志男 - 赤尾恵三

## スタッフ
- 製作 - 亀井戸粋人
- 監督 - 松岡邦彦
- 脚本 - 今西守
- 音楽 - 戒一郎
- 撮影 - 村石直人
- 編集 - 酒井正次
- 録音 - シネキャビン
- 助監督 - 永井卓爾
- スチール - 佐藤初太郎

## ストーリー
中川四郎（那波）は、大学で世界各地でおきている近親姦や性的暴力を研究している。そんなある日、四郎の講義に望月奈々（平沢）が現われる。奈々は講義中に喫煙をし始めた。四郎の助手である与田種彦（伊庭）は、奈々を教室から締め出そうとするが、奈々は四郎にタバコを投げつけて退席する。そんな奈々の一部始終を教室で見ていた中川恵美（藍山）は、奈々に興味を持つ。恵美は四郎の娘だった。
奈々は四郎の教官室を訪れた。そこには四郎の代わりに与田がいた。「君のような学生が日本の教育レベルを下げている」と憤慨する与田に、奈々は「あんたみたいのが日本の男の水準を下げているのよ」と食って掛かる。奈々は服を脱ぎ、与田に圧し掛かり、強引に与田を逆レイプしてしまう。四郎が教官室に戻ってきた途端、与田は部屋を飛び出し、そこには全裸の奈々が残されていた。驚く四郎、奈々は自分が四郎の娘であると告げる。奈々の母は四郎と肉体関係を持ち、妊娠。四郎は中絶を要求したが断られたため、遁走してしまったのだ。貧乏のどん底の中、奈々の母は売春して奈々を育て数年前に亡くなってしまった。中学もまともに通わず、母同様に売春するようになっていた奈々は、父である四郎に近づき復讐を企んでいた……

## 受賞
- 2008年度PGベストテン2位
- 同年度男優賞（那波隆史）